# Evandro Oliveira
Evandro Oliveira (* 8. Juni 1979 in Vila Nova de Gaia als Evandro Samuel Ribeiro dos Santos Oliveira) ist ein portugiesischer Kommunikationswissenschaftler, Journalist, PR-Berater und Dichter.

## Werdegang
Evandro Oliveira studierte ab 1998 Kommunikationswissenschaft mit Schwerpunkt Journalistik und Öffentlichkeitsarbeit an der Universität Minho und an der Universität Leipzig. 2011 absolvierte er den Master in Strategischer Kommunikation an der Universität Minho. Er wurde zum Dr. phil und Dr. rer.pol promoviert.
Oliveira ist seit 2004 als Berater für verschiedene Behörden und Organisationen im Bereich PR und Kommunikationsmanagement tätig, u. a. für die Europäische Raumfahrtagentur ESA, die Europäische Union, das Land Baden-Württemberg, die katalanische Regierung sowie für UNICEF, Greenpeace und Amnesty International. Als Journalist war er über zehn Jahre unter anderem bei der portugiesischen Nachrichtenagentur Lusa, beim Fernsehsender SIC Sociedade Independente de Comunicação, verschiedenen Zeitungen und Radiosendern sowie In Deutschland beim MDR und beim Sender Leipzig Fernsehen tätig.
Von 2013 bis 2017 war er wissenschaftlicher Mitarbeiter am Lehrstuhl für Strategische Kommunikation des Instituts für Kommunikations- und Medienwissenschaft der Universität Leipzig bei Ansgar Zerfaß. Oliveira war 2015/16 Sprecher der Naprok (Netzwerk NachwuchsforscherInnen PR und Organisationskommunikation).
Seit 2017 ist er Professor für Unternehmenskommunikation an der HMKW, heute Media University of Applied Sciences, und Studiengangsleiter des englischsprachigen Masterprogramms in „Public Relations und Digitales Marketing“. 2018 wurde er Vizevorsitzender der Sektion Organisational and Strategic Communication der europäischen akademischen Assoziation ECREA. Oliveira lehrt außerdem an der Freien Universität Berlin, an der Universität Mannheim und an der Leipzig School of Media.

## Forschung
Oliveira forscht seit 2012 am Society Research Centre der Universität Minho mit den Schwerpunkten Kommunikationsmanagement von Nichtregierungsorganisationen, Theorien der politischen Kommunikation und Organisationskommunikation sowie Social Media.

## Veröffentlichungen (Auswahl)
- als Hrsg. mit Ana Duarte Melo, Gisela Gonçalves: Strategic Communication for Non-Profit Organisations [Hardback] Challenges and Alternative Approaches. Wilmington, Vernon Press, Delaware 2016, ISBN 978-1-62273-651-5

- mit Maria Jose Canel, Vilma Luoma-aho: Exploring citizens’ judgments about the legitimacy of public policies on refugees: In search of clues for governments’ communication and public diplomacy strategies, Journal of Communication Management, 21/4, pp.355-369, 2017, doi.org/10.1108/JCOM-02-2017-0025[4]
- The Instigatory Theory of NGO Communication. Zugleich Dissertation, VS Verlag für Sozialwissenschaften, Wiesbaden 2019, ISBN 978-3-658-26857-2